# شهرستان هانوفر (ویرجینیا)
شهرستان هانوفر، ویرجینیا (به انگلیسی: Hanover County, Virginia) یک سکونتگاه مسکونی در ایالات متحده آمریکا است که در ویرجینیا واقع شده‌است.

## خصوصیات
شهرستان هانوفر ۱٬۲۲۷٫۶۶ کیلومترمربع مساحت دارد.